# Bakonybánk
Bakonybánk: község Komárom-Esztergom vármegyében, a Kisbéri járásban.

## Fekvése
A Bakony keleti lábánál, a Bakonyalja és a Kisalföld határán fekszik. Többutcás úti falu. Mellette folyik a cuhai Bakony-ér.
Főutcája a 8218-as út, de érinti a határszélét keleten a 8217-es, nyugaton pedig a 8222-es út is.
A hazai vasútvonalak közül a Környe–Pápa-vasútvonal érinti, melynek Bakonybánk megállóhelye pár száz méterre keletre van a belterület szélétől. Közúti elérését a 82 324-es számú mellékút biztosítja.

## Története

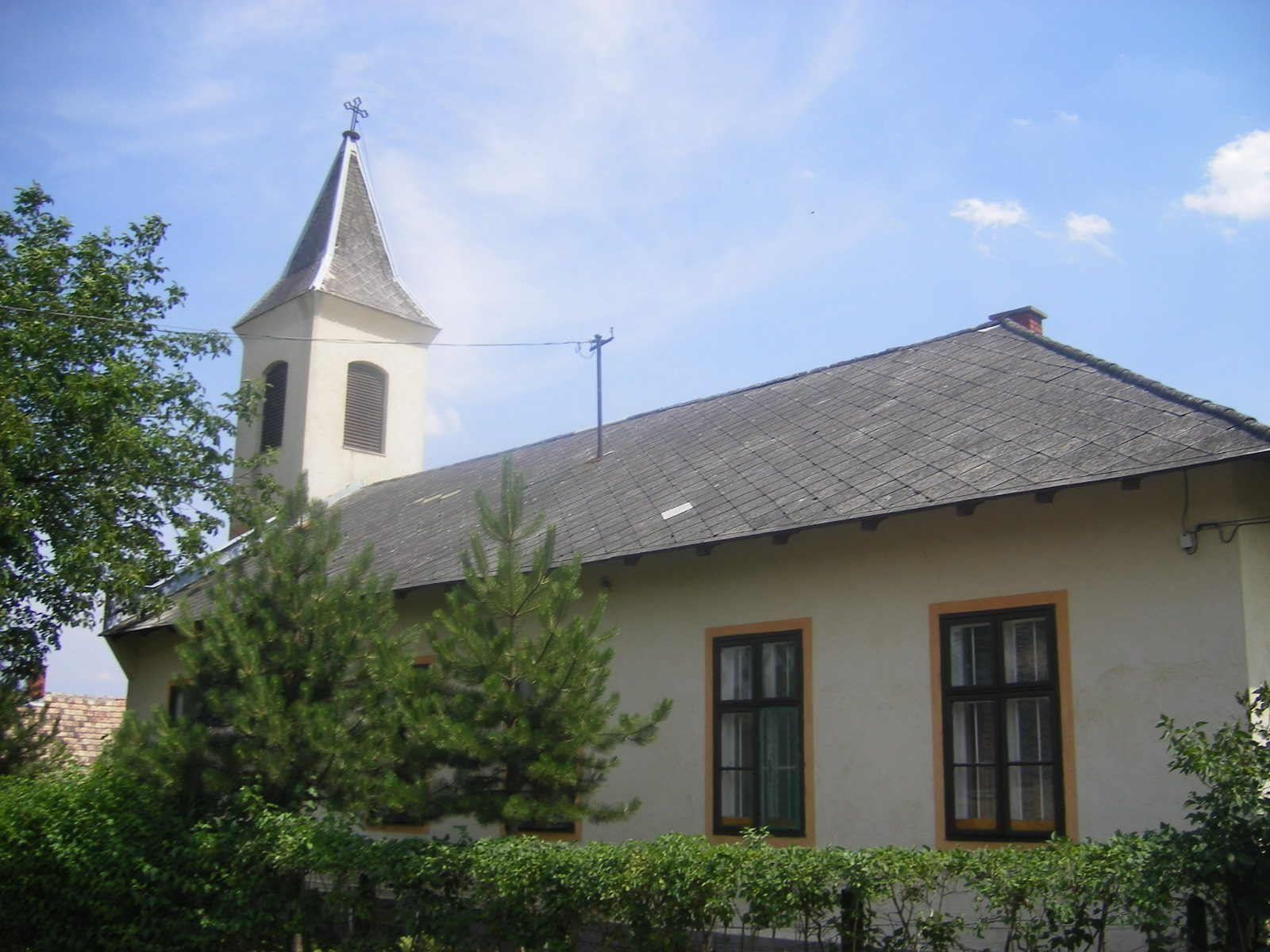
A bakonybánki evangélikus templom

Első írásos említése 1340-ből mardt fenn. A neve a középkori személy- és méltóságnévből, a Bán-ból származik.
A török hódoltság idején elpusztult. A 18. század középétől kezdett újra benépesülni. Ekkortól az Esterházy, a Hunkár, a Stróbel, a Potyondi és a Dombay családoknak voltak itt birtokai.
A Rákóczi-szabadságharc idején a kuruc brigadéros, Bezerédj Imre birtokában volt a település.
Jelentős lendületet adott a falu fejlődésének a századfordulón (1901–1902-ben) megépült helyiérdekű vasút, posta és távírda.
1950-ig Veszprém vármegyéhez tartozott.

## Közélete

### Polgármesterei
- 1990–1994: Ledniczki Józsefné (független)[4]
- 1994–1998: Dosztály Csaba (független)[5]
- 1998–2002: Major László (független)[6]
- 2002–2006: Major László (független)[7]
- 2006–2010: Major László (független)[8]
- 2010–2012: Kovács Kálmán Imre (független)[9]
- 2012–2014: Kovács Kálmán Imre (független)[10]
- 2014–2019: Kovács Kálmán Imre (független)[11]
- 2019–2024: Nagyné Farkas Marianna (független)[12]
- 2024– : Nagyné Farkas Marianna (független)[1]

A településen 2012. szeptember 9-én időközi polgármester-választást (és képviselő-testületi választást) tartottak, az előző képviselő-testület önfeloszlatása miatt. A választáson a hivatalban lévő polgármester is elindult, és meg is erősítette pozícióját.

## Népesség
A település népességének változása:
| Lakosok száma | 451  | 438  | 439  | 382  | 409  | 391  | 380  |
|               | 2013 | 2014 | 2015 | 2021 | 2022 | 2023 | 2024 |

A 2011-es népszámlálás során a lakosok 77,4%-a magyarnak, 1,6% cigánynak, 0,9% németnek, 0,2% örménynek mondta magát (21,9% nem nyilatkozott; a kettős identitások miatt a végösszeg nagyobb lehet 100%-nál). A vallási megoszlás a következő volt: római katolikus 40,4%, református 6%, evangélikus 9,5%, felekezeten kívüli 14,3% (29,3% nem nyilatkozott).
2022-ben a lakosság 91,4%-a vallotta magát magyarnak, 1,2% románnak, 0,2% ukránnak, 0,2% németnek, 2,4% egyéb, nem hazai nemzetiségűnek (8,3% nem nyilatkozott; a kettős identitások miatt a végösszeg nagyobb lehet 100%-nál). Vallásuk szerint 22% volt római katolikus, 12% evangélikus, 4,9% református, 1% egyéb keresztény, 7,8% felekezeten kívüli (52,3% nem válaszolt).

## Nevezetességei

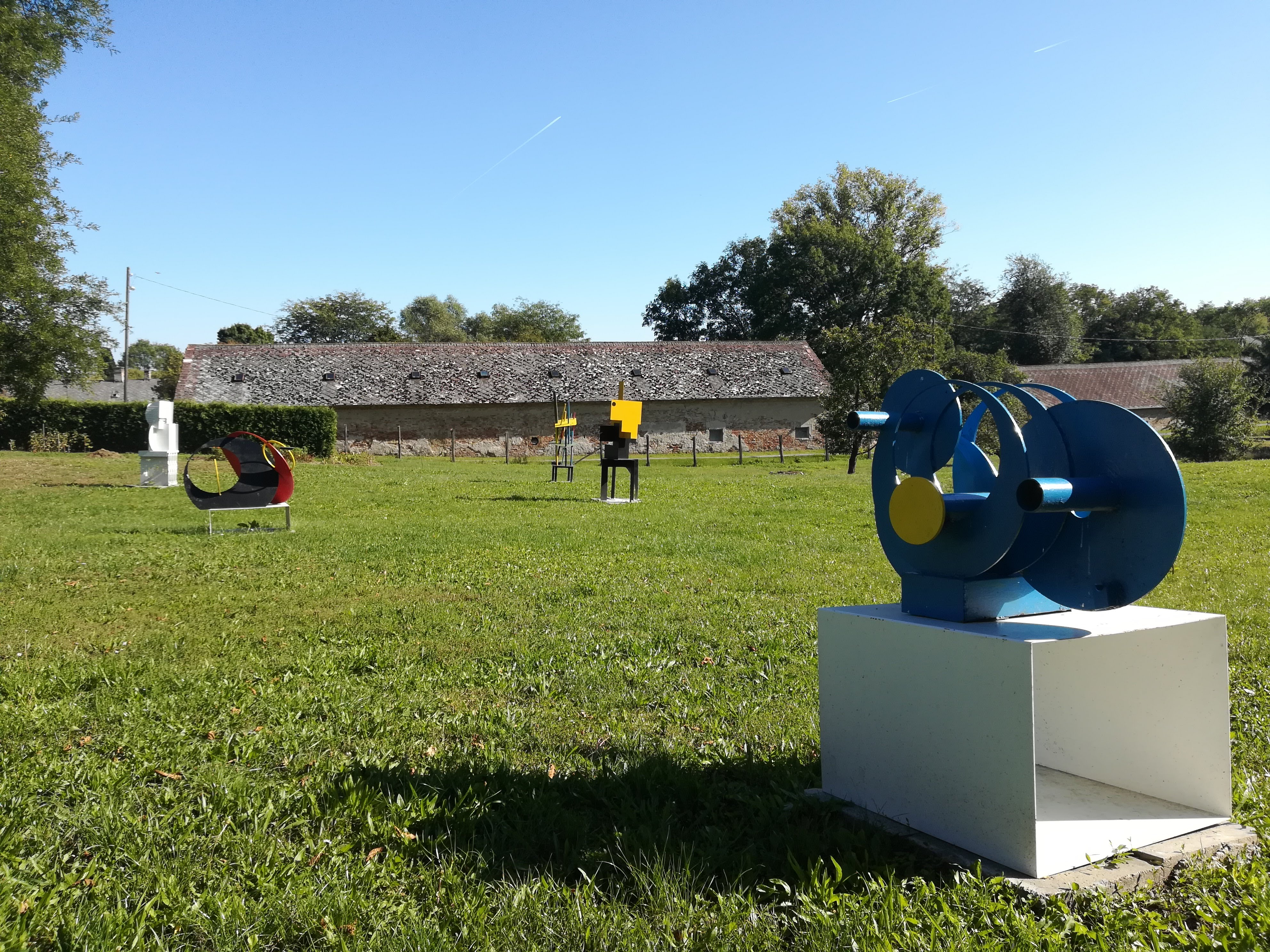
Szabadtéri installációk a bakonybánki Bánki Donát technikai parkban

- Római kori leletek, köztük egy Bacchus-fejszobor, mely a pannonhalmi apátságban látható.
- Római katolikus templom – barokk stílusú, 1750-ből.
- Hunkár-kúria – copf stílusú, ma Polgármesteri Hivatal.
- Bezerédy-kúria – a posta, az orvosi rendelő és a könyvtár működik benne.
- Stróbel-kastély – ma a Bánki Donát Általános Iskola és Kultúrház épülete
- Bánki Donát-emlékszoba.
- Minden év június 6-án Bánki Donát-emléknap.

## Híres emberek
- Itt született Bánki Donát (eredeti nevén Lőwinger Donát; Bakonybánk, 1859. június 6. – Budapest, 1922. augusztus 1.) magyar gépészmérnök, feltaláló és műegyetemi tanár; korának egyik legnagyobb gépészmérnöke, a hidrogépek, kompresszorok és gőzturbinák szerkezettanának professzora.

## Képgaléria

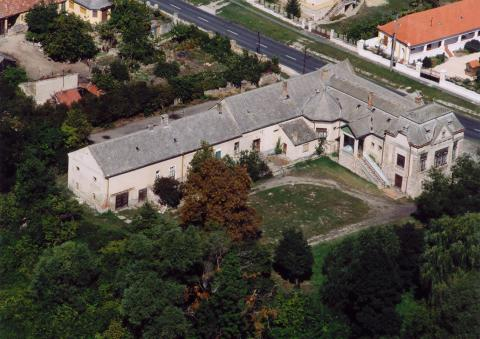
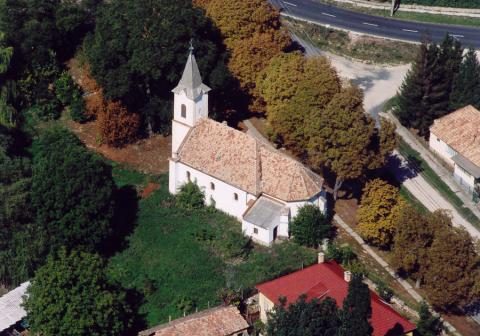
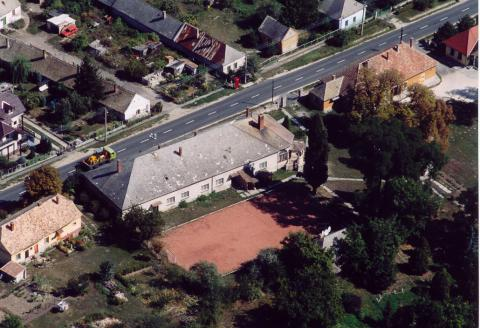